# So was von da
So was von da ist ein deutscher Kinofilm des Regisseurs Jakob Lass. Die Uraufführung erfolgte am 1. Juli 2018 auf dem Filmfest München, der Kinostart am 16. August 2018. Der Film basiert auf dem gleichnamigen Roman von Tino Hanekamp.

## Handlung
Es ist Silvester, der letzte Tag des Jahres und der letzte Tag des Clubs von Oskar Wrobel. Er erlebt diese letzte Nacht vor dem Abriss des Clubs auf St. Pauli mit seinem besten Freund Rocky, seiner Ex-Freundin Mathilda, dem aggressiven Ex-Zuhälter Kiez-Kalle und der Innensenatorin.

## Kritik
„Regisseur Jakob Lass erteilt dem deutschen Film wiedermal eine ordentlich wummernde Lektion in Sachen Coolness.“

„Der Film ist in sich geschlossen, funktioniert innerhalb dessen, was er ist: Eine einzige Party, die einen hedonistischen Zeitgeist feiert. Der Film reflektiert nicht, er nimmt auf. Er ist ein lauter Stimmungsfilm, der den Zeitgeist aufsaugt und ihn wieder ausspuckt. Demnach handelt es sich um ein eigentlich sehr schlichtes, beinahe fast vordergründiges Werk, das eine große Lust am exaltierten Exzess und neckischen Spaß hat.“